# Japonia na Mistrzostwach Świata w Lekkoatletyce 2017
Japonia na Mistrzostwach Świata w Lekkoatletyce 2017 – reprezentacja Japonii podczas mistrzostw świata w Londynie liczyła 47 zawodników, którzy zdobyli 3 medale.

## Zdobyte medale
| Medal  | Zawodnik                                                                 | Konkurencja        | Rezultat | Data        |
| ------ | ------------------------------------------------------------------------ | ------------------ | -------- | ----------- |
| srebro | Hirooki Arai                                                             | chód na 50 km      | 3:41:17  | 13 sierpnia |
| brąz   | Shūhei Tada Shōta Iizuka Yoshihide Kiryū Kenji Fujimitsu Asuka Cambridge | sztafeta 4 × 100 m | 38,04    | 12 sierpnia |
| brąz   | Kai Kobayashi                                                            | chód na 50 km      | 3:41:19  | 13 sierpnia |

## Skład reprezentacji
Mężczyźni
| Zawodnik                                                                 | Konkurencja                   | Eliminacje | Eliminacje | Półfinał | Półfinał | Finał    | Finał   |
| Zawodnik                                                                 | Konkurencja                   | Rezultat   | Pozycja    | Rezultat | Pozycja  | Rezultat | Pozycja |
| ------------------------------------------------------------------------ | ----------------------------- | ---------- | ---------- | -------- | -------- | -------- | ------- |
| Asuka Cambridge                                                          | bieg na 100 metrów            | 10,21      | 20. q      | 10,25    | 16.      | NQ       | NQ      |
| Abdul Hakim Sani Brown                                                   | bieg na 100 metrów            | 10,05      | 6. Q       | 10,28    | 19.      | NQ       | NQ      |
| Shūhei Tada                                                              | bieg na 100 metrów            | 10,19      | 15. q      | 10,26    | 17.      | NQ       | NQ      |
| Shōta Iizuka                                                             | bieg na 200 metrów            | 20,58      | 23. Q      | 20,62    | 16.      | NQ       | NQ      |
| Abdul Hakim Sani Brown                                                   | bieg na 200 metrów            | 20,52      | 18. Q      | 20,43    | 10. Q    | 20,63    | 7.      |
| Takamasa Kitagawa                                                        | bieg na 400 metrów            | 47,35      | 45.        | NQ       | NQ       | NQ       | NQ      |
| Hiroto Inoue                                                             | maraton                       | —          | —          | —        | —        | 2:16,54  | 26.     |
| Yuki Kawauchi                                                            | maraton                       | —          | —          | —        | —        | 2:12,19  | 9.      |
| Kentarō Nakamoto                                                         | maraton                       | —          | —          | —        | —        | 2:12,41  | 10.     |
| Genta Masuno                                                             | bieg na 110 m przez płotki    | 13,58      | 25. Q      | 13,79    | 20.      | NQ       | NQ      |
| Hideki Omuro                                                             | bieg na 110 m przez płotki    | 13,78      | 34.        | NQ       | NQ       | NQ       | NQ      |
| Shunya Takayama                                                          | bieg na 110 m przez płotki    | 13,65      | 32.        | NQ       | NQ       | NQ       | NQ      |
| Takatoshi Abe                                                            | bieg na 400 m przez płotki    | 49,65      | 14. Q      | 49,93    | 14.      | NQ       | NQ      |
| Yusuke Ishida                                                            | bieg na 400 m przez płotki    | 50,35      | 28.        | NQ       | NQ       | NQ       | NQ      |
| Ryo Kajiki                                                               | bieg na 400 m przez płotki    | 51,36      | 31.        | NQ       | NQ       | NQ       | NQ      |
| Hironori Tsuetaki                                                        | bieg na 3000 m z przeszkodami | 8:45,81    | 38.        | —        | —        | NQ       | NQ      |
| Shūhei Tada Shōta Iizuka Yoshihide Kiryū Kenji Fujimitsu Asuka Cambridge | sztafeta 4 × 100 m            | 38,21      | 6. Q       | —        | —        | 38,04    | brąz    |
| Kentaro Sato Yūzō Kanemaru Kazushi Kimura Kosuke Horii                   | sztafeta 4 × 400 m            | 3:07,29    | 15.        | —        | —        | NQ       | NQ      |
| Isamu Fujisawa                                                           | chód na 20 km                 | —          | —          | —        | —        | 1:20:04  | 11.     |
| Daisuke Matsunaga                                                        | chód na 20 km                 | —          | —          | —        | —        | 1:23:39  | 38.     |
| Eiki Takahashi                                                           | chód na 20 km                 | —          | —          | —        | —        | 1:20:36  | 14.     |
| Hirooki Arai                                                             | chód na 50 km                 | —          | —          | —        | —        | 3:41:17  | srebro  |
| Kai Kobayashi                                                            | chód na 50 km                 | —          | —          | —        | —        | 3:41:19  | brąz    |
| Satoshi Maruo                                                            | chód na 50 km                 | —          | —          | —        | —        | 3:43:03  | 5.      |

| Zawodnik       | Konkurencja    | Kwalifikacje | Kwalifikacje | Finał | Finał   |
| Zawodnik       | Konkurencja    | Wynik        | Pozycja      | Wynik | Pozycja |
| -------------- | -------------- | ------------ | ------------ | ----- | ------- |
| Takashi Etō    | skok wzwyż     | 2,22         | =21.         | NQ    | NQ      |
| Hiroki Ogita   | skok o tyczce  | 5,45         | =18.         | NQ    | NQ      |
| Seito Yamamoto | skok o tyczce  | 5,30         | 26.          | NQ    | NQ      |
| Ryoma Yamamoto | trójskok       | 16,01        | 29.          | NQ    | NQ      |
| Ryōhei Arai    | rzut oszczepem | 77,38        | 23.          | NQ    | NQ      |

Dziesięciobój
| Zawodnik         | Konkurencja | 100 m | LJ   | SP    | HJ   | 400 m | 110H  | DT    | PV   | JT    | 1500 m  | Wynik | Pozycja |
| ---------------- | ----------- | ----- | ---- | ----- | ---- | ----- | ----- | ----- | ---- | ----- | ------- | ----- | ------- |
| Akihiko Nakamura | Rezultat    | 11,06 | 7,28 | 11,37 | 1,96 | 48,98 | 14,43 | 33,65 | 4,70 | 54,22 | 4:22,62 | 7646  | 19.     |
| Akihiko Nakamura | Punkty      | 847   | 881  | 568   | 767  | 862   | 920   | 537   | 819  | 651   | 794     | 7646  | 19.     |
| Keisuke Ushiro   | Rezultat    | 11,53 | 6,64 | 13,43 | 1,96 | 51,43 | 15,35 | 47,64 | 4,60 | 63,28 | 4:51,90 | 7498  | 20.     |
| Keisuke Ushiro   | Punkty      | 746   | 729  | 693   | 767  | 750   | 808   | 821   | 790  | 787   | 607     | 7498  | 20.     |

Kobiety
| Zawodniczka    | Konkurencja                | Eliminacje | Eliminacje | Półfinał | Półfinał | Finał    | Finał   |
| Zawodniczka    | Konkurencja                | Rezultat   | Pozycja    | Rezultat | Pozycja  | Rezultat | Pozycja |
| -------------- | -------------------------- | ---------- | ---------- | -------- | -------- | -------- | ------- |
| Rina Nabeshima | bieg na 5000 metrów        | 15:11,83   | 18.        | —        | —        | NQ       | NQ      |
| Ayuko Suzuki   | bieg na 5000 metrów        | 15:24,86   | 26.        | —        | —        | NQ       | NQ      |
| Mizuki Matsuda | bieg na 10 000 metrów      | —          | —          | —        | —        | 31:59,54 | 19.     |
| Ayuko Suzuki   | bieg na 10 000 metrów      | —          | —          | —        | —        | 31:27,30 | 10.     |
| Miyuki Uehara  | bieg na 10 000 metrów      | —          | —          | —        | —        | 32:31,58 | 24.     |
| Yuka Ando      | maraton                    | —          | —          | —        | —        | 2:31:31  | 17.     |
| Mao Kiyota     | maraton                    | —          | —          | —        | —        | 2:30:36  | 16.     |
| Risa Shigetomo | maraton                    | —          | —          | —        | —        | 2:36:03  | 27.     |
| Ayako Kimura   | bieg na 100 m przez płotki | 13,15      | 27. Q      | 13,29    | 23.      | NQ       | NQ      |
| Hitomi Shimura | bieg na 100 m przez płotki | 13,29      | 31.        | NQ       | NQ       | NQ       | NQ      |
| Kumiko Okada   | chód na 20 km              | —          | —          | —        | —        | 1:31:19  | 18.     |

| Zawodniczka    | Konkurencja    | Kwalifikacje | Kwalifikacje | Finał | Finał   |
| Zawodniczka    | Konkurencja    | Wynik        | Pozycja      | Wynik | Pozycja |
| -------------- | -------------- | ------------ | ------------ | ----- | ------- |
| Yuki Ebihara   | rzut oszczepem | 57,51        | 24.          | NQ    | NQ      |
| Risa Miyashita | rzut oszczepem | 53,83        | 29.          | NQ    | NQ      |
| Marina Saito   | rzut oszczepem | 60,86        | 16.          | NQ    | NQ      |